# Nationalligaen 2017
La Nationalligaen 2017 è la 30ª edizione del campionato di football americano di primo livello, organizzato dalla DAFF.

## Squadre partecipanti
| Club                  | Città      | Stadio | Sponsor ufficiale | Risultato nella stagione 2016 |
| --------------------- | ---------- | ------ | ----------------- | ----------------------------- |
| AaB 89ers             | Aalborg    |        |                   |                               |
| Aarhus Tigers         | Aarhus     |        |                   |                               |
| Amager Demons         | Tårnby     |        |                   |                               |
| Copenhagen Tomahawks  | Copenaghen |        |                   |                               |
| Copenhagen Towers     | Gentofte   |        |                   |                               |
| Herlev Rebels         | Herlev     |        |                   |                               |
| Søllerød Gold Diggers | Rudersdal  |        |                   |                               |
| Triangle Razorbacks   | Vejle      |        |                   |                               |

## Stagione regolare

### Calendario

#### 1ª giornata
| Aalborg 8 aprile 2017, ore 14:00 | AaB 89ers | 31 – 20 referto | Herlev Rebels | Aab´s anlæg |

| Kastrup 8 aprile 2017, ore 14:00 | Amager Demons | 0 – 35 referto | Triangle Razorbacks | Bag Amagerhallen |

| Nærum 9 aprile 2017, ore 14:00 | Søllerød Gold Diggers | 30 – 26 referto | Copenhagen Towers | Rundforbi Stadion |

#### 2ª giornata
| Gentofte 15 aprile 2017, ore 14:00 | Copenhagen Towers | 54 – 6 referto | Herlev Rebels | Gentofte Sportspark |

| Copenaghen 16 aprile 2017, ore 14:00 | Copenhagen Tomahawks | 50 – 12 referto | Amager Demons | Valby Idrætspark |

| Vejle 17 aprile 2017, ore 14:00 | Triangle Razorbacks | 19 – 15 referto | Aarhus Tigers | Vejle Atletikstadion |

#### 3ª giornata
| Aalborg 29 aprile 2017, ore 14:00 | AaB 89ers | 0 – 40 referto | Copenhagen Towers | Aab´s anlæg |

| Herlev 30 aprile 2017, ore 14:00 | Herlev Rebels | 14 – 53 referto | Søllerød Gold Diggers | Kildegårdsskolen |

| Vejle 30 aprile 2017, ore 14:00 | Triangle Razorbacks | 55 – 0 referto | Copenhagen Tomahawks | Vejle Atletikstadion |

#### 4ª giornata
| Viby J 6 maggio 2017, ore 14:00 | Aarhus Tigers | 63 – 6 referto | Copenhagen Tomahawks | Bøgeskov Idrætsanlæg |

| Herlev 7 maggio 2017, ore 14:00 | Herlev Rebels | 33 – 32 referto | Amager Demons | Kildegårdsskolen |

#### 5ª giornata
| Kastrup 13 maggio 2017, ore 14:00 | Amager Demons | 18 – 0 referto | AaB 89ers | Bag Amagerhallen |

| Viby J 14 maggio 2017, ore 14:00 | Aarhus Tigers | 17 – 40 referto | Søllerød Gold Diggers | Bøgeskov Idrætsanlæg |

#### 6ª giornata
| Copenaghen 20 maggio 2017, ore 14:00 | Copenhagen Tomahawks | 14 – 34 referto | AaB 89ers | Valby Idrætspark |

| Kastrup 21 maggio 2017, ore 14:00 | Amager Demons | 13 – 46 referto | Aarhus Tigers | Bag Amagerhallen |

#### 7ª giornata
| Nærum 27 maggio 2017, ore 16:00 | Søllerød Gold Diggers | 34 – 0 referto | Triangle Razorbacks | Rundforbi Stadion |

#### 8ª giornata
| Herlev 3 giugno 2017, ore 14:00 | Herlev Rebels | 6 – 47 referto | Aarhus Tigers | Kildegårdskolen |

| Nærum 3 giugno 2017, ore 14:00 | Søllerød Gold Diggers | 41 – 0 referto | AaB 89ers | Rundforbi Stadion |

| Copenaghen 4 giugno 2017, ore 14:00 | Copenhagen Tomahawks | 12 – 58 referto | Copenhagen Towers | Valby Idrætspark |

| Vejle 5 giugno 2017, ore 14:00 | Triangle Razorbacks | 31 – 10 referto | Amager Demons | Vejle Atletikstadion |

#### 9ª giornata
| Gentofte 10 giugno 2017, ore 14:00 | Copenhagen Towers | 50 – 6 referto | AaB 89ers | Gentofte Sportspark |

| Herlev 11 giugno 2017, ore 14:00 | Herlev Rebels | 43 – 50 referto | Copenhagen Tomahawks | Kildegårdskolen |

#### 10ª giornata
| Nærum 17 giugno 2017, ore 14:00 | Søllerød Gold Diggers | 14 – 7 referto | Aarhus Tigers | Rundforbi Stadion |

| Gentofte 18 giugno 2017, ore 14:00 | Copenhagen Towers | 33 – 7 referto | Triangle Razorbacks | Gentofte Sportspark |

#### 11ª giornata
| Viby J 24 giugno 2017, ore 14:00 | Aarhus Tigers | 53 – 14 referto | Herlev Rebels | Bøgeskov Idrætsanlæg |

| Aalborg 24 giugno 2017, ore 14:00 | AaB 89ers | 37 – 18 referto | Copenhagen Tomahawks | Aab´s anlæg |

| Vejle 24 giugno 2017, ore 20:00 | Triangle Razorbacks | 15 – 41 referto | Søllerød Gold Diggers | Vejle Stadion |

| Gentofte 25 giugno 2017, ore 14:00 | Copenhagen Towers | 34 – 0 referto | Amager Demons | Gentofte Sportspark |

#### 12ª giornata
| Viby J 19 agosto 2017, ore 14:00 | Aarhus Tigers | 8 – 14 referto | Copenhagen Towers | Bøgeskov Idrætsanlæg |

| Aalborg 20 agosto 2017, ore 13:00 | AaB 89ers | 0 – 27 referto | Triangle Razorbacks | Aab´s anlæg |

| Nærum 20 agosto 2017, ore 16:00 | Søllerød Gold Diggers | 41 – 6 referto | Copenhagen Tomahawks | Rundforbi Stadion |

#### 13ª giornata
| 25 agosto 2017, ore 19:00 | Copenhagen Towers | 48 – 18 | Søllerød Gold Diggers |  |

| 26 agosto 2017, ore 14:00 | AaB 89ers | 33 – 9 | Amager Demons |  |

| 27 agosto 2017, ore 14:00 | Herlev Rebels | 9 – 53 | Triangle Razorbacks |  |

#### 14ª giornata
| 2 settembre 2017, ore 14:00 | Copenhagen Tomahawks | 28 – 35 | Aarhus Tigers |  |

| 3 settembre 2017, ore 14:00 | Amager Demons | 26 – 36 | Herlev Rebels |  |

#### 15ª giornata
| 9 settembre 2017, ore 16:00 | Amager Demons | 6 – 48 | Søllerød Gold Diggers |  |

| 9 settembre 2017, ore 17:00 | Triangle Razorbacks | 13 – 42 | Copenhagen Towers |  |

| 10 settembre 2017, ore 14:00 | Copenhagen Tomahawks | 24 – 28 | Herlev Rebels |  |

| 10 settembre 2017, ore 16:00 | Aarhus Tigers | 21 – 10 | AaB 89ers |  |

### Classifica
La classifica della regular season è la seguente:
- PCT = percentuale di vittorie, G = partite giocate, V = partite vinte,  P = partite perse, PF = punti fatti, PS = punti subiti

| Pos. | Squadra               | PCT  | G  | V | N | P | PF  | PS  |
| ---- | --------------------- | ---- | -- | - | - | - | --- | --- |
| 1    | Copenhagen Towers     | .900 | 10 | 9 | 0 | 1 | 399 | 100 |
| 2    | Søllerød Gold Diggers | .900 | 10 | 9 | 0 | 1 | 360 | 139 |
| 3    | Triangle Razorbacks   | .600 | 10 | 6 | 0 | 4 | 255 | 184 |
| 4    | Aarhus Tigers         | .600 | 10 | 6 | 0 | 4 | 312 | 164 |
| 5    | AaB 89ers             | .400 | 10 | 4 | 0 | 6 | 151 | 258 |
| 6    | Herlev Rebels         | .300 | 10 | 3 | 0 | 7 | 209 | 403 |
| 7    | Copenhagen Tomahawks  | .200 | 10 | 2 | 0 | 8 | 208 | 406 |
| 8    | Amager Demons         | .100 | 10 | 1 | 0 | 9 | 126 | 346 |

## Playoff e playout

### Tabellone
|  | Wild Card | Wild Card           | Wild Card             |                       |                   | Semifinali        | Semifinali        | Semifinali |  |  | XXIX Mermaid Bowl | XXIX Mermaid Bowl | XXIX Mermaid Bowl |  |
|  |           |                     |                       |                       |                   |                   |                   |            |  |  |                   |                   |                   |  |
|  |           |                     |                       |                       |                   | 1                 | Copenhagen Towers | 62         |  |  |                   |                   |                   |  |
|  |           |                     |                       |                       |                   | 1                 | Copenhagen Towers | 62         |  |  |                   |                   |                   |  |
|  |           |                     |                       | Aarhus Tigers         | 12                |                   |                   |            |  |  |                   |                   |                   |  |
|  | 4         | Aarhus Tigers       | 34                    | Aarhus Tigers         | 12                |                   |                   |            |  |  |                   |                   |                   |  |
|  | 4         | Aarhus Tigers       | 34                    |                       |                   |                   |                   |            |  |  |                   |                   |                   |  |
|  | 5         | AaB 89ers           | 22                    |                       |                   |                   |                   |            |  |  |                   |                   |                   |  |
|  | 5         | AaB 89ers           | 22                    |                       | Copenhagen Towers | Copenhagen Towers | 20                |            |  |  |                   |                   |                   |  |
|  |           |                     |                       |                       |                   |                   |                   |            |  |  |                   |                   |                   |  |
|  |           |                     | Søllerød Gold Diggers | Søllerød Gold Diggers | 7                 |                   |                   |            |  |  |                   |                   |                   |  |
|  |           |                     |                       | Søllerød Gold Diggers | 7                 |                   |                   |            |  |  |                   |                   |                   |  |
|  |           |                     |                       |                       |                   |                   |                   |            |  |  |                   |                   |                   |  |
|  |           |                     |                       |                       |                   |                   |                   |            |  |  |                   |                   |                   |  |
|  |           | 2                   | Søllerød Gold Diggers | 17                    |                   |                   |                   |            |  |  |                   |                   |                   |  |
|  |           |                     |                       | 17                    |                   |                   |                   |            |  |  |                   |                   |                   |  |
|  |           |                     |                       | Triangle Razorbacks   | 15                |                   |                   |            |  |  |                   |                   |                   |  |
|  | 3         | Triangle Razorbacks | 53                    | Triangle Razorbacks   | 15                |                   |                   |            |  |  |                   |                   |                   |  |
|  | 3         | Triangle Razorbacks | 53                    |                       |                   |                   |                   |            |  |  |                   |                   |                   |  |
|  | 6         | Herlev Rebels       | 7                     |                       |                   |                   |                   |            |  |  |                   |                   |                   |  |

### Wild Card
| Vejle 16 settembre 2017, ore 18:00 | Triangle Razorbacks | 53 – 7 referto | Herlev Rebels | Vejle Atletikstadion |

| Viby J 17 settembre 2017, ore 14:00 | Aarhus Tigers | 34 – 22 referto | AaB 89ers | Bøgeskov Idrætsanlæg |

### Semifinali
| Gentofte 23 settembre 2017, ore 14:00 | Copenhagen Towers | 62 – 12 referto | Aarhus Tigers | Gentofte Sportspark |

| Nærum 24 settembre 2017, ore 15:30 | Søllerød Gold Diggers | 17 – 15 referto | Triangle Razorbacks | Rundforbi Stadion |

### Playout
| Kastrup 30 settembre 2017, ore 12:00 | Amager Demons | 0 – 21 referto | Frederikssund Oaks | Tårnby Stadion |

| Copenaghen 30 settembre 2017, ore 17:00 | Copenhagen Tomahawks | 14 – 7 referto | Odense Badgers | Valby Idrætspark |

### XXIX Mermaid Bowl
| Slagelse 7 ottobre 2017, ore 16:00 | Copenhagen Towers | 20 – 7 referto | Søllerød Gold Diggers | Harboe Arena Slagelse |

## Verdetti
- Copenhagen Towers Campioni della Danimarca 2017
- Amager Demons retrocessi
- Frederikssund Oaks promossi